# کاکایی نوک‌سبز

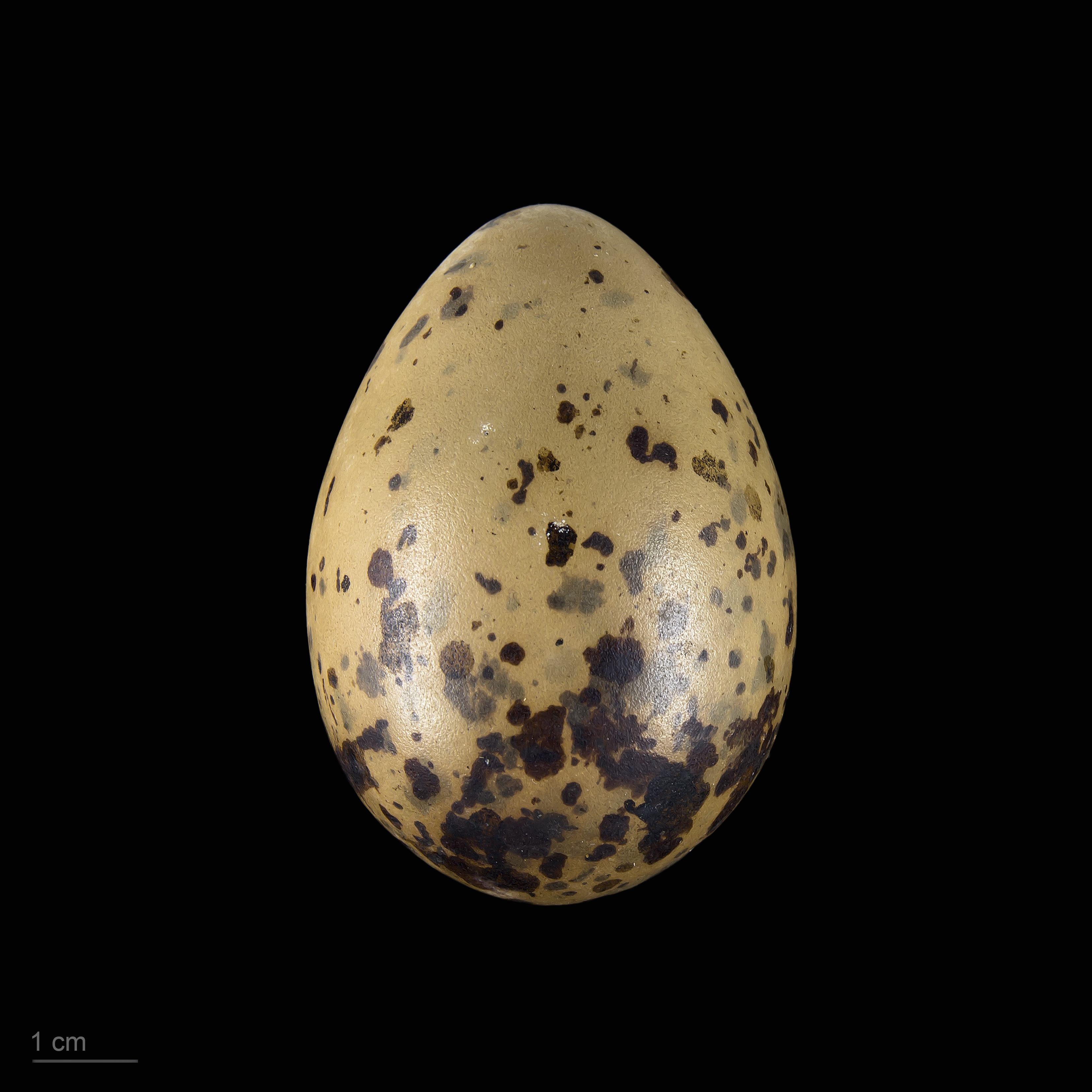
Larus canus canus

کاکایی نوک‌سبز یا کاکایی معمولی (نام علمی: Larus canus) نام یک گونه از سرده کاکایی است.